# Rybna (Silésie)
Pour les articles homonymes, voir Rybna.
Rybna est une localité polonaise de la gmina de Mykanów, située dans le powiat de Częstochowa en voïvodie de Silésie.